# غريغ فوكس
غريغ فوكس هو لاعب هوكي الجليد كندي، ولد في 12 أغسطس 1953 في Port McNeill ‏ في كندا.

## وصلات خارجية
- غريغ فوكس على موقع دوري الهوكي الوطني (الإنجليزية)
- غريغ فوكس على موقع قاعة مشاهير الهوكي (لاعب أن.إتش.أل) (الإنجليزية)
- غريغ فوكس على موقع EliteProspects.com (الإنجليزية)
- غريغ فوكس على موقع HockeyDB.com (الإنجليزية)
- غريغ فوكس على موقع Hockey-Reference.com (الإنجليزية)